# Verrerie de Bruay
La verrerie de Bruay est autorisée par décrets royaux des 13 mars 1828 et 2 août 1829 au profit de Charles-André Fizeaux et de M. Cordier pour le premier décret .
Elle fusionna en 1921 avec la verrerie de Saint-Just.

## Un peu d'histoire
Un décret royal du 13 mars 1828 autorise les sieurs Cordier et Fizeaux à créer une verrerie à Bruay.
Un autre décret royal de Charles X en date du 2 août 1829 autorise une verrerie de Bruay au propriétaire M. Fizeaux .
Elle est construite le long du Canal de l'Escaut.
Un verrerie de Bruay est également connue sous le nom Verreries Hug et Membré.
Au début du XXe siècle, de grandes grèves se déclarent comme celle du 25 juin au 19 décembre 1901. Les fabricants de verre à vitres du Nord avait déposer le 18 juin 1901 un nouveau règlement intérieur au conseil des prud'hommes. Ainsi la verrerie de Bruay est frappée de grève, ainsi le 5 août 1901, 42 souffleurs et gamins de la verrerie Hug et Membré à Bruay demandèrent un jour de repos par semaine et, ne l'ayant pas obtenu, abandonnèrent le travail et se solidarisèrent avec leurs collègues des autres verreries régionales.
L'entreprise devient la «société anonyme des Verreries de l'Escaut et de la Loire » en 1921 lors de sa fusion avec les « Verreries de Bruay sur l'Escaut ». La Compagnie de Saint-Gobain devient en même temps l'un des actionnaires de la société avec 20 % des parts pour intégrer le savoir-faire de l'entreprise.